# Egyeki Általános Iskola, Óvoda, Könyvtár és Művelődési Ház
Az ETKIKI az Egyeki Általános Iskola, Óvoda, Könyvtár és Művelődési Ház Többcélú Közös Igazgatóságú Közoktatási, Közgyűjteményi és Közművelődési Intézmény összefoglaló neve, amely 2009 óta működik integrált szervezetként.

## Móra Ferenc Általános Iskola
Egyek nagyközség egyetlen többcélú feladatot ellátó intézményének általános iskolai egységeként működik. Hagyományos szerkezetű, nyolc évfolyamos, amely az egyeki tanköteles korú gyerekeken kívül a település vonzáskörzetéhez tartozó települések gyermekeinek oktatását is ellátja. Tanulóinak összlétszáma jelenleg 397 fő. Az intézményben dolgozó alkalmazottak száma 31 fő, közülük 29 fő pedagógus. 8 évfolyamon 16 tanulócsoportban, általános műveltséget megalapozó és továbbtanulásra felkészítő nevelést-oktatást folytatnak. Tanulóinak 74%-a, 294 fő hátrányos, 43%-a, 171 fő halmozottan hátrányos helyzetű. Ezért kiemelt figyelmet fordítanak a tanulási problémával küzdő gyermekek fejlesztésére és tehetséggondozására. Kiemelt feladatuk a hátránykompenzálás, a továbbtanulás lehetőségének biztosítása minden tanuló számára.

## Napközi Otthonos Óvoda
1928-ban a községi menhelyet óvodává szervezték át. 1975 óta önállóan működő szervezete a településnek a jelenlegi szervezet. 3 különálló épületben üzemel. Ezek közül egy, a községtől 5 km-re fekvő Egyek-Telekházán működik. Az óvodáskorú gyermekek nevelése-gondozása 9 gyermekcsoportban történik. Az óvoda Egyek dinamikusan fejlődő intézményéhez tartozik. A gyermekek folyamatosan korszerűsödő épületekben, biztonságos és fejlesztésüket szolgáló körülmények között nevelkednek. Az alapfeladatok között szerepel az nemzeti-etnikai, a hátrányos-helyzetű és a sajátos nevelési igényű gyermekek nevelése is. Az óvoda 205 férőhelyes. A 2009/2010-es tanévben 210 kisgyermek nevelését 9 gyermekcsoportban 17 óvodapedagógus, 9 dajka látta el.

## Tárkányi Béla Könyvtár és Művelődési Ház
A könyvtár 2006 decemberében ünnepelte 50 éves évfordulóját. 6 napon át voltak vetélkedők, karaoke, filmvetítések. 2007 a költözés éve volt. A volt mozi épületébe került a könyvtár, így továbbra is a település központjában maradt. A költözés 2007. június 26-tól augusztus 5-ig tartott. Több mint 30 év után ismét új helyre költözött a könyvtár. Ezzel megoldódott a könyvek zsúfoltsága. Az új épület tágas, világos és a könyvek is elérhető magasságba kerültek. Tágasabb helyet kaptak a számítógépek, hangos könyvek, videókazetta gyűjtemények, hanglemezek és a helyismereti gyűjtemény.
Könyvtárban lévő klubok, körök:
- Népdalkör
- Nőklub
- Senior klub
- Ifjúsági klub
- Néptánccsoport
- Ifjú Roma Tánccsoport
- Egyeki Manók
- Kismama Klub
- Pingpong

## Tájház
Egyek Nagyközség Önkormányzata fejlesztési terveiben elsődleges helyet foglal el a tájház fejlesztése, mivel ez az egyetlen múzeumi gyűjtemény a településen. Ahhoz, hogy a helyi lakosság ismeretszerzési igényei teljes mértékben ki legyenek elégítve, fontos, hogy huzamosabb időt tudjanak eltölteni a tájházban színvonalas programokon, rendezvényeken. Ehhez viszont elengedhetetlen az ivóvíz vezeték és szennyvízcsatorna bekötése, melyhez elkészültek a szükséges tervek. A tájház a falu központjában található. Tipikus gazdag-paraszti épület, a vele egy fedél alatt lévő gazdasági épületekkel. A lakóház méretei, külső formai megjelenítése alkalmassá teszik arra, hogy a településen gyűjtött berendezésekből, bútorokból, használati és viselt tárgyakból olyan tájház jöjjön létre, amely bemutatja Egyek hagyományait. A "Népélet Egyeken a XX. század első felében" egy állandó kiállítás, amely a tájházban élő család életét követi nyomon az 1960-as évek legelejéig.